# Вольная борьба на летних Олимпийских играх 1924 — до 72 кг
Соревнования по вольной борьбе в рамках Олимпийских игр 1924 года в полусреднем весе (до 72 килограммов) прошли в Париже с 11 по 14 июля 1924 года в Winter Velodrome. 
Для участия в соревнованиях заявились 24 спортсмена из 9 стран; участники из двух стран не прибыли, в турнире участвовали 13 человек (не более двух участников от одной страны). Самым молодым участником был Дональд Стоктон  (19 лет), самым возрастным Фридольф Лундстем (39 лет). Соревнования проводились по системе Бергваля.
Фаворитом соревнований был Эйно Лейно, победитель игр 1920 года в среднем весе. Для этих игр он сбросил вес, перешёл в полусредний и рассматривался как явный претендент за золотую медаль. Но Лейно в полуфинале проиграл неизвестному на мировой арене Герману Гери, который в итоге и стал чемпионом олимпийских игр. Лейно победил в турнире за второе место, а третье место выиграл ещё один неизвестный швейцарец Отто Мюллер. Он больше не имел успехов на международных соревнованиях, а Гери в 1930 году победил на чемпионате Европы

## Призовые места
- Герман Гери
- Эйно Лейно
- Отто Мюллер

## Турнир за первое место
В левой колонке — победители встреч. Мелким шрифтом набраны те проигравшие, которых победители «тащат» за собой по турнирной таблице, с указанием турнира (небольшой медалью), право на участие в котором имеется у проигравшего. 

### Первый круг
| Участник 1               | Результат | Участник 2        |
| ------------------------ | --------- | ----------------- |
| Гай Лукебах О. Мюллер    | По очкам  | Отто Мюллер       |
| Джеймс Дэвис Ф. Лундстен | По очкам  | Фридольф Лундстен |
| Эйно Лейно Ф. Янссенс    | Туше      | Фритц Янссенс     |
| Гиацинт Розен М. Дюпра   | По очкам  | Марсель Дюпра     |
| Герман Гери Г. Фичу      | Туше      | Г. Фичу           |

### Четвертьфинал
| Участник 1                           | Результат | Участник 2               |
| ------------------------------------ | --------- | ------------------------ |
| Дональд Стоктон Э. Бэкон             | По очкам  | Эдгар Бэкон              |
| Гай Лукебах О. Мюллер, Д. Дэвис      | Туше      | Джеймс Дэвис Ф. Лундстен |
| Эйно Лейно Ф. Янссенс, Гиацинт Розен | По очкам  | Гиацинт Розен М. Дюпра   |
| Герман Гери Г. Фичу, У. Джонсон      | По очкам  | Уильям Джонсон           |

### Полуфинал
| Участник 1                                              | Результат | Участник 2                                    |
| ------------------------------------------------------- | --------- | --------------------------------------------- |
| Гай Лукебах О. Мюллер, Д. Дэвис, Д. Стоктон Ф. Лундстен | Туше      | Дональд Стоктон Э. Бэкон                      |
| Герман Гери Г. Фичу, У. Джонсон, Э. Лейно               | Туше      | Эйно Лейно Ф. Янссенс, Гиацинт Розен М. Дюпра |

### Финал
| Участник 1                                                                      | Результат | Участник 2                                                        |
| ------------------------------------------------------------------------------- | --------- | ----------------------------------------------------------------- |
| Герман Гери Г. Фичу, У. Джонсон, Э. Лейно, Г. Лукебах Ф. Янссенс, Гиацинт Розен | Туше      | Гай Лукебах О. Мюллер, Д. Дэвис, Д. Стоктон Ф. Лундстен, Э. Бэкон |

## Турнир за второе место

### Полуфинал за второе место
| Участник 1                                       | Результат | Участник 2                                  |
| ------------------------------------------------ | --------- | ------------------------------------------- |
| Эйно Лейно Ф. Янссенс, Гиацинт Розен, Г. Лукебах | По очкам  | Гай Лукебах О. Мюллер, Д. Дэвис, Д. Стоктон |
| Уильям Джонсон Г. Фичу                           | Туше      | Г. Фичу                                     |

### Финал за второе место
| Участник 1                                                   | Результат | Участник 2            |
| ------------------------------------------------------------ | --------- | --------------------- |
| Эйно Лейно Ф. Янссенс, Гиацинт Розен, Г. Лукебах, У. Джонсон | По очкам  | Уильям Джонсон Г.Фичу |

## Турнир за третье место
Уолтер Монтгомери не участвовал в турнире. 

### Полуфинал за третье место
Остаётся неясным попадание в турнир за третье место ряда спортсменов. В турнире за третье место участвовали Уильям Джонсон, как проигравший серебряному призёру, Отто Мюллер, Дональд Стоктон, Джеймс Дэвис. При этом по сетке трое последних не должны были попадать в турнир за третье место, поскольку проиграли Гаю Лукебаху, который в свою очередь сам должен был в нём участвовать, как также проигравший серебряному призёру в турнире за второе место. Вместе с тем, в турнире должны были принимать участие Хьякинте Роосен и Фритц Янссенс, которые проиграли серебряному призёру Эйно Лейно ещё в турнире за первое место.  
| Участник 1     | Результат | Участник 2      |
| -------------- | --------- | --------------- |
| Уильям Джонсон | Туше      | Джеймс Дэвис    |
| Отто Мюллер    | По очкам  | Дональд Стоктон |

### Финал за третье место
| Участник 1  | Результат | Участник 2     |
| ----------- | --------- | -------------- |
| Отто Мюллер | По очкам  | Уильям Джонсон |